# Statue von Niels Juel

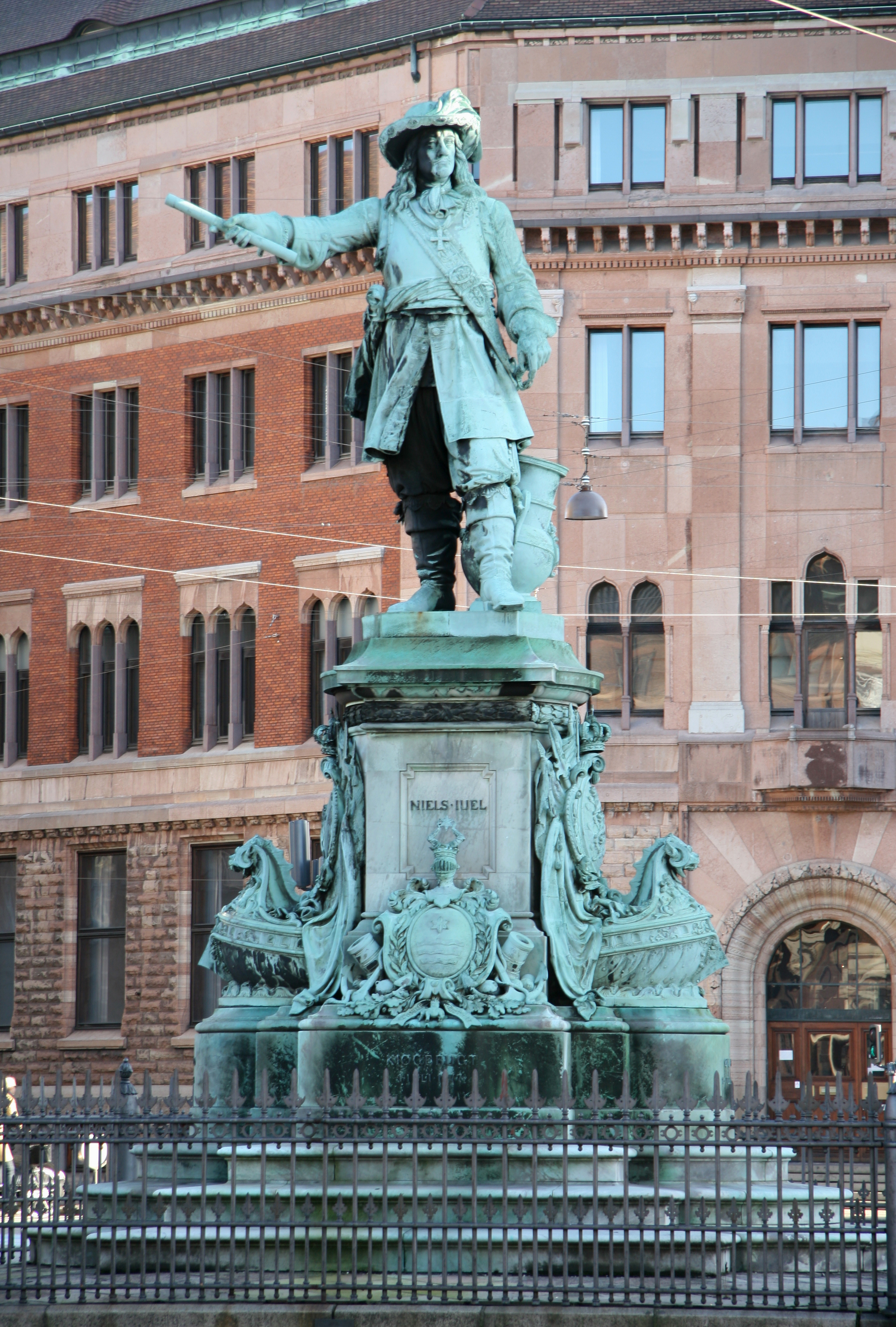
Statue von Niels Juel

Die Statue von Niels Juel, ein Werk des Bildhauers Theobald Stein, wurde 1881 am Holmenkanal in Kopenhagen enthüllt. Sie steht neben der Holmens Kirke, wo er begraben ist, und in der Nähe seines ehemaligen Wohnhauses am Kongens Nytorv. Das Denkmal und seine Umgebung stehen seit 2004 unter Denkmalschutz.

## Geschichte
Die Statue von Niels Juel wurde von einem Komitee, anlässlich des 200. Jahrestages der Schlacht in der Bucht von Køge am 1. und 2. Juli 1677, gestiftet. Niels Juel führte die dänische Flotte erfolgreich in die Schlacht gegen eine größere schwedische Flotte. Das Projekt wurde finanziell unterstützt von Det Eibeschützske Legat til Stadens Forskjønnelse und Niels Brocks Legat til Stadens almindelige Bedste.
Fünf Künstler, von denen zwei ablehnten, wurden zu einem Wettbewerb für die Gestaltung des Denkmals eingeladen. Die Gipsmodelle der drei Entwürfe wurden in Charlottenborg aufgestellt. Theobald Stein gewann den Wettbewerb mit 19 Stimmen, während ein Entwurf von Vilhelm Bissen drei Stimmen erhielt. Stein vollendete die Statue 1878 und als der Marmorsockel in Italien bestellt worden war, wandte sich das Komitee an den Kopenhagener Stadtrat mit der Bitte, den Platz zu nutzen, und fügte eine Zeichnung des genauen Standorts der Statue bei. Begründet wurde dies damit, dass sich der Standort „in der Nähe der ehemaligen Werft, in der Niels Juel als Holmens Chef an der Entwicklung der Flotte arbeitete, und in der Nähe der Kirche, in der er begraben ist“ befand. Am 27. April 1880 gab die Bürgervertretung der Petition an die Stadt Kopenhagen statt und bat in einem Schreiben vom 26. Mai 1880 den Magistrat, den Standort für die Statue zu bestimmen. Das Denkmal wurde am 21. September 1881 am Holmenkanal enthüllt. Die beiden bronzenen Straßenlaternen, die 1885 aufgestellt wurden, waren ein Geschenk des Carlsberg-Gründers Jacob Christian Jacobsen.
In einer Sitzung am 15. Januar 2003 beschloss die Stadtverwaltung von Kopenhagen, das Denkmal an einen neuen Standort am Wasser zu verlegen. Im Jahr 2004 wurde es von der dänischen Denkmalschutzbehörde unter Denkmalschutz gestellt.

## Beschreibung
Das Denkmal wurde nach einem pompösen und symbolträchtigen historistischen Entwurf errichtet. Es besteht aus einer Bronzestatue, die auf einem hohen Marmorsockel mit aufwendigen Bronzeverzierungen steht. Das Denkmal zeigt Admiral Niels Juel an Bord seines Schiffes Christianus Quintus, der sich auf eine Mörserkanone stützt und mit erhobenem Kommandostab den Beginn der Seeschlacht in der Køgebucht verkündet.
Der Bronzeschmuck auf dem Sockel besteht aus dem Wappen von Niels Juel und dem Elefanten-Orden mit Ankern, Kanonen und Kanonenkugeln. Die Bronzetafel mit der Inschrift wird von maritimen und militärischen Symbolen eingerahmt. Die Inschrift auf der Tafel lautet: "KÆMPERNES HARME/HAR DYBT BEGRAVET/ÆREN DOG STIGER/SOM SOL OVER HAVET".
Der Name von Niels Juel steht in Bronzeschrift auf der oberen Vorderseite des Sockels, und weiter unten steht in Großbuchstaben "Bucht von Køge/1 Juli-1677" ("Kjøge Bugt/1 juli-1677"). Auf der bronzenen Verzierung in der Nähe des Elefanten ist die Inschrift "NEC TEMERE/NEC TIMIDE" zu lesen. Die Rostra trägt auf beiden Seiten die Inschrift "C 5", die das Monogramm Christians V. darstellt. Unten rechts auf dem Sockel ist die Inschrift "ØLAND/1-Juni-1676" zu lesen, die sich auf die Schlacht von Öland bezieht. Unten links ist in Bronze "GULLAND/1-MAY-1676" eingemeißelt. Auf der Rückseite befindet sich unten die Inschrift "MØEN/1-IUNI-1677". 